# MyET
MyET是一個由艾爾科技（L Labs Inc.）出品的線上英語、日語、華語學習軟體，目前適用於Microsoft Windows、iOS、Android、以及macOS作業系統。

## 歷史
MyET最初是由林宜敬博士於2001年所構思設計，並在張家麟博士、劉建坊、以及陳文仲的協助之下，於2002年9月完成並正式發表第1版。MyET是My English Tutor的縮寫，最初的產品定位是一個專業英語口說訓練軟體，但是在2005年6月MyET 2.0發佈之後，產品開始強調包含聽力訓練。而在2007年6月第三版發佈之後，產品中加入了漢語學習的功能，並正式改稱為MyET-MyCT，除了線上英語及漢語學習之外，MyET-MyCT 3.0也強調線上學習社群以及線上語言交換的服務。

## 特性
MyET的核心是一個稱做ASAS（Automatic Speech Analysis System）的語音分析引擎，該技術強調可以在分析學習者的發音之後，做出準確評分，並指出學習者的問題是發生在哪一個音節或是哪一個音，而問題是在發音、音調、節拍、或是重音等等。MyET並試圖提供改善建議，告訴學習者如何改善。
MyET的製造商艾爾科技本身並不製作語言學習教材，但是透過合作，目前提供了ICRT、空中英語教室、常春藤美語、Longman Pearson、吉的堡、劍橋少兒英語、志鴻、台灣大學華語研習所、台灣師範大學國語中心、韓國Winglish等出版社及內容提供商的英語及華語學習教材，因此，MyET可以被視為一個線上語言學習平臺，而不是一個單純的語言學習軟體。
一般認為，MyET的缺點在於文法及寫作部分，在這個部分，系統提供的功能不多。這可能跟程式的設計者林宜敬偏向於聽說學習法（Audio Lingual Method）與溝通式學習觀（Communicative Approach），而反對文法翻譯法（Grammar-Translation Method）有關。
MyET目前提供繁體中文、簡體中文、英語、日語、韓語、越南文、俄語等七種使用者介面，程式本身可以免費下載，但是某些較完整或進階的課程必須再付費之後才能使用。

## 相關鏈結
- 官方網站（页面存档备份，存于）
- 艾爾科技網站（页面存档备份，存于）